# هارالد بيرنستن
هارالد بيرنستن (بالنرويجية البوكمول: Harald Berntsen)‏ هو مؤرخ نرويجي، ولد في 25 يناير 1945 في بورشغرون في النرويج.